# Глухоозерська (станція)
Глухоозерська — вантажна вузлова залізнична станція в складі Санкт-Петербурзького залізничного вузла. Відноситься до Санкт-Петербурзькому регіону обслуговування Жовтневої залізниці. Виконує функції сполучення Фінляндського залізничного моста, головного ходу Жовтневої залізниці та «північної портової залізниці».
Розташована в Невському районі Санкт-Петербурга між вулицями Професора Качалова та Фаянсовою. На всьому протязі знаходиться на насипу.
Колії північно-східної горловини станції переходять в розташований на бетонних опорах шляхопровід Фінляндського моста через річку Неву. Побудований в 1911 — 1913 роках за проектом данської фірми «Христіані і Нільсен» шляхопровід завдовжки близько 620 метрів перетинає вулицю 2-ий промінь, вулицю Кришталеву і проспект Обухівської Оборони.
У південно-західній горловини колії перетинають по шляхопроводу Глухоозерське шосе, яке з'єднується в цьому місці з вулицями Качалова та Сєдова. Далі напрямки залізниці розгалужуються: одна сполучна лінія перетинає головний хід Жовтневої залізниці шляхопроводом літер Ф і з'єднується зі станцією Волковська (примикання до Путилівської лінії), дві інші лінії прямують на південь і виходять на станцію Санкт-Петербург-Сортувальний-Московський.